# Nilea anatolica
Nilea anatolica är en tvåvingeart som beskrevs av Louis-Paul Mesnil 1954. Nilea anatolica ingår i släktet Nilea och familjen parasitflugor. Inga underarter finns listade i Catalogue of Life.